# Aristide Barraud
Pour les articles homonymes, voir Barraud.

a Compétitions nationales et continentales officielles uniquement.

b Matchs officiels uniquement.
Dernière mise à jour le 27 avril 2017.
Aristide Barraud, né le 17 mars 1989 à Saint-Cloud, est un joueur de rugby à XV français qui évolue au poste de demi d'ouverture.

## Biographie
À 15 ans, Aristide Barraud est formé au club du RC Massy à partir de 2004 puis signe son premier contrat au Stade français Paris en 2008, à 18 ans.
Il joue au Stade français dans le championnat Espoirs (catégorie junior) en 2008-2009. Il est tour à tour sélectionné dans l'équipe de France des moins de 18 ans, moins de 19, moins de 20. International dans les équipes jeunes, il est vainqueur du Tournoi des Six Nations des moins de 20 ans 2009 et 5e au Championnat du monde junior 2009 au Japon. Il passe dans la catégorie séniors en 2009. Il joue avec le club la Coupe d'Europe de rugby à XV et en Top 14 (championnat de France) en 2009-2010. Durant cette période, il pose pour les éditions 2010 et 2011 du calendrier des Dieux du Stade. 
Ayant eu le baccalauréat ES il fait des études d'ostéopathie jusqu'à la troisième année, tout en évoluant dans le club. Voyant sa carrière professionnelle s'éloigner, il décide de changer de club et souhaite faire d'autres études. À partir de décembre 2010, il est étudiant en histoire à l'Université Paris 1 Panthéon-Sorbonne. Il est international universitaire durant la saison 2010-2011. En 2011, à 22 ans, il revient dans son club formateur, le RC Massy, pour avoir du temps de jeu. Il évolue tout d'abord en Fédérale 1 (2011-2012), puis en Pro D2 (2012-2013) à la suite de la montée du club massicois en deuxième division. Grâce à une meilleure organisation depuis son arrivée dans le club, il arrive à rattraper le trimestre en retard puis valide ses deux premières années de licence. 
Il signe pour la saison 2013-2014 à Piacenza dans l'équipe historique de Rugby Lyons, en Série A, la seconde division italienne. Après l'arrêt de ses études pendant un an, il se lance dès la signature du contrat dans le club italien, dans des études de cinéma à la Sorbonne via le CNED. Au terme de la saison, il est désigné meilleur joueur et meilleur réalisateur avec 371 points[réf. nécessaire].
En 2014, il signe en Campionato Nazionale Eccellenza avec le Mogliano SSD. Lors de cette saison 2014-2015, il est désigné dans les trois meilleurs joueurs de la saison pour cette compétition. Il en est meilleur réalisateur avec 241 points[réf. nécessaire].
Le 23 août 2015, il fait des démonstrations de "rugby freestyle" dans les rues de Paris.
Il se trouve à Paris avec des amis au restaurant Le Petit Cambodge ; il est blessé de plusieurs balles alors qu'il tente de protéger sa sœur ; qui sera, elle aussi, blessée par le commando des attentats du 13 novembre 2015,. Serge Simon, médecin généraliste et ancien international de rugby à XV, qui vient d'assister à la fusillade depuis un balcon, porte secours à Aristide et lui sauve la vie.
Le documentaire Alice et Aristide, réalisé par Laetitia Krupa, est consacré à Aristide et sa sœur. Il est diffusé le 14 novembre 2016, sur la chaîne L'Équipe suivi d'une émission spéciale. Il relate les événements sur l'année écoulée. La journaliste a filmé, à partir d'avril, la convalescence et la rééducation du rugbyman et de sa sœur Alice, acrobate et membre de la troupe Les Dodos. Elle a aussi recueilli les témoignages de leur famille, de leurs amis et de Serge Simon.
En 2016, Aristide obtient une licence technique et esthétique du cinéma. En avril 2017, il annonce à travers une lettre publiée sur le site officiel de son club de Mogliano qu'il met un terme à sa carrière du fait des blessures qu'il a subies lors des attentats de 2015.
En octobre 2017 sort son livre Mais ne sombre pas aux Éditions du Seuil  dans lequel il raconte son histoire,,. En septembre 2021, son livre est publié en Italie sous le titre Ma non affondo.